# Sielsowiet Zubki
Sielsowiet Zubki (biał. Зубкаўскі сельсавет, Zubkauski sielsawiet; ros. Зубковский сельсовет) – sielsowiet na Białorusi, w obwodzie mińskim, w rejonie kleckim, z siedzibą w Zubkach.

## Demografia
Według spisu z 2009 sielsowiet Zubki zamieszkiwało 2706 osób, w tym 2606 Białorusinów (96,30%), 55 Rosjan (2,03%), 20 Ukraińców (0,74%), 16 Polaków (0,59%), 1 Tatar (0,04%) i 8 osób, które nie podały żadnej narodowości.
Do 2019 liczba ludności spadła do 1947 osób. Największymi miejscowościami były wówczas Siekierzyce (478 mieszkańców), Zubki (433 mieszkańców) i Paławkowicze (310 mieszkańców). Liczba ludności żadnej z pozostałych miejscowości nie przekraczała 261 osób.

## Geografia i transport
Sielsowiet historycznie położony jest na Nowogródczyznie, w północno-wschodniej części rejonu kleckiego. Od zachodu graniczy z Kleckiem. Największą rzeką jest Cepra.
Przez sielsowiet przebiega linia kolejowa Osipowicze – Baranowicze, a jego skrajem droga republikańska R12.

## Historia
28 maja 2013 do sielsowietu przyłączono miejscowość Rasswiet oraz odłączono 6 miejscowości, przeniesionych do sielsowietu Czerwona Gwiazda.

## Miejscowości
- agromiasteczka:
  - Siekierzyce
  - Zubki
- wsie:
  - Paławkowicze
  - Pankratowicze
  - Sadowaja
  - Suchlicze
- osiedle:
  - Rasswiet (hist. Giedronowszczyzna)